# Pungeleria
Pungeleria là một chi bướm đêm thuộc họ Geometridae được Rougemont miêu tả năm 1903..

## Loài chọn lọc
- Pungeleria capreolaria (Denis & Schiffermuller, 1775)